# Japans kapitulation
Japans kapitulation den 2. september 1945 betød afslutningen på kampene under 2. verdenskrig. I slutningen af juli 1945 var den kejserlige japanske flåde ude af stand til at udføre operationer og de allieredes invasion af Japan var nært forestående. Mens den japanske krigsledelse officielt udtrykte deres vilje til at kæmpe til den bitre ende, gav de overfor det neutrale Sovjetunionen udtryk for ønsket om en forhandlingsfred med favorable betingelser for japanerne. Samtidig gjorde Sovjetunionen sig klar til at angribe japanerne og derigennem opfylde det løfte, som det havde givet USA og Storbritannien ved Teheran-konferencen og Jalta-konferencen.
Den 6. august 1945 nedkastede USA en atombombe over byen Hiroshima. Sent om aftenen den 8. august 1945 erklærede Sovjetunionen krig mod Japan. Dette var i overensstemmelser med de nævnte løfter til USA og Storbritannien, men var samtidig et brud på den Sovjetisk-japanske neutralitetspagt. Kort efter midnat invaderede Sovjetunionen den japanske lydstat Manchukuo. Senere samme dag nedkastede USA endnu en atombombe, denne gang over Nagasaki. Chokket over disse begivenheder fik kejser Hirohito til at gribe ind og beordre krigsledelsen til at gå ind på de betingelser for at slutte krigen, som de allierede havde fastlagt i Potsdam-deklarationen. Efter nogle dages interne forhandlinger og et mislykket statskup, holdt kejser Hirohito en tale til det japanske folk den 15. august, hvor han meddelte, at Japan overgav sig til de allierede.
Den 28. august indledtes besættelsen af Japan. Overgivelseshøjtideligheden blev afholdt den 2. september ombord på det amerikanske slagskib USS Missouri, som lå for anker i Tokyobugten. Repræsentanter for den japanske regering underskrev kapitulationsdokumentet, og dermed afsluttedes krigshandlingerne i 2. verdenskrig. Allierede civile og militærfolk fejrede sejren over Japan - V-J Dag, men nogle isolerede japanske soldater rundt omkring i Asien og Stillehavsøerne nægtede at overgive sig og holdt ud i måneder og år, nogle endda helt frem til 1970'erne. Betydningen af nedkastningen af atombomberne og det etiske ved de to angreb er fortsat omstridt. Krigstilstanden mellem Japan og de allierede sluttede formelt med Traktaten i San Francisco den 28. april 1952. Der gik yderligere 4 år inden Japan og Sovjetunionen underskrev den Sovjetisk–japanske fælleserklæring af 1956, som formelt afsluttede deres krigstilstand.

## Truende nederlag
Da man nåede frem til 1945, havde Japan i næsten to år lidt en ubrudt række af nederlag i Stillehavskrigen. Efter tabet af øen Saipan i juli 1944 blev general Hideki Tōjō afløst som premierminister af general Kuniaki Koiso, som erklærede at Filippinerne ville blive stedet, hvor det afgørende slag skulle slås. Efter at japanerne havde mistet kontrollen over Filippinerne, blev Koiso udskiftet med admiral Kantarō Suzuki. De allierede erobrede de omkringliggende øer Iwo Jima og Okinawa i første halvdel af 1945. Okinawa var tænkt som opmarchområde for Operation Downfall, den amerikanske invasion af det japanske hovedøer. Efter Tysklands kapitulation begyndte Sovjetunionen i stilhed at flytte kampvante tropper fra Europa til Fjernøsten, udover de 40 divisioner, der havde været stationeret i området siden 1941, som modvægt mod den millionstærke Guandong-arme.
Allierede undervandsbåde og mineringen af farvandet omkring Japan havde ødelagt den japanske handelsflåde. Japan savnede naturressourcer, og landet var derfor afhængig af råvarer importeret fra Manchuriet og andre dele af det østasiatiske fastland samt Hollandsk Ostindien - vore dages Indonesien. Ødelæggelsen af den japanske handelsflåde og den strategiske bombekampagne mod den japanske industri havde ødelagt Japans krigsøkonomi. Produktionen af kul, jern, stål, gummi og andre vigtige varer var nu kun en brøkdel af hvad den havde været før krigen.
Som følge af de tab som den japanske flåde havde lidt, var den kejserlige flåde ikke længere en effektiv kampstyrke. Efter en række angreb på orlogsværftet i Kure var der kun 6 hangarskibe, fire krydsere og et slagskib i kampklar stand, og de manglede alle brændstof. Selv om der også stadig var 19 funktionsdygtige destroyere og 38 undervandsbåde, var deres anvendelighed også begrænset på grund af manglen på brændstof.

### Forsvarsforberedelser
Med udsigt til en invasion af hovedøerne, med Kyūshū som den første, og udsigten til en sovjetisk invasion af Manchuriet (som var Japans sidste kilde til naturressourcer), konkluderede det kejserlige hovedkvarters krigsjournal at:
| Citat | Vi kan ikke længere føre krigen med noget håb om sejr. Den eneste mulighed er, at Japans 100 mio. indbyggere ofrer livet ved at angribe fjenden så han mister viljen til at kæmpe. | Citat |
|       | |       |

I et sidste forsøg på at stoppe de allieredes fremstød, planlagde den japanske overkommando et totalforsvar af Kyūshū i form af en operation kaldet Operation Ketsugō. Denne skulle ikke være en radikal ændring i forhold til det forsvar i dybden, som var blevet anvendt under slagene om Peleliu, Iwo Jima og Okinawa. I stedet satsede man alt på brohovedet. Over 3.000 kamikazefly skulle angribe de allieredes amfibieskibe, inden tropper og materiel blev landsat på stranden.
Hvis dette ikke kunne fordrive de allierede, planlagde japanerne at indsætte yderligere 3.500 kamikazefly samt 5.000 Shin'yō selvmordsbåde og de resterende destroyere og undervandsbåde i kampen. Hvis de allierede havde kæmpet sig igennem dette og havde fået fodfæste på Kyūshū, ville der kun være 3.000 tilbage til at forsvare de resterende øer, omend Kyūshū alligevel ville blive "forsvaret til det sidste". En række huler blev udgravet nær Nagano. I tilfælde af invasion skulle disse huler bruges af hæren til at styre krigen og de skulle samtidig huse kejseren og hans familie.
Strategien om at tage det endelige opgør på Kyūshū byggede på den antagelse, at Sovjetunionen fortsat ville være neutralt.

## Det øverste krigsråd
Den japanske krigsstrategi blev udformet af det øverste krigsråd, som blev skabt i 1944 af den tidligere premierminister Kuniaki Koiso og bestod af de såkaldte seks-store: premierministeren, udenrigsministeren, krigsministeren, marineministeren hærens generalstabschef og flådens generalstabschef. Da Suzukiregeringen blev dannet i april 1945 bestod rådet af:
- Premierminister: Admiral Kantarō Suzuki
- Udenrigsminister: Shigenori Tōgō
- Krigsminister: General Korechika Anami
- Marineminister: Admiral Mitsumasa Yonai
- Hærens generalstabschef: General Yoshijirō Umezu
- Flådens generalstabschef: Admiral Koshirō Oikawa (senere udskiftet med Admiral Soemu Toyoda)

Alle disse poster blev formelt udpeget af kejseren og de som sad på dem var direkte ansvarlige overfor ham. Trods det havde hæren og flåden fra 1936 i praksis haft ret til at nominere (eller undlade at nominere) deres respektive ministre. De kunne således undgå, at der blev dannet uønskede regeringer, eller ved at trække sig tilbage bringe en eksisterende regering til fald.
Kejser Hirohito og vogteren af det kejserlige segl Kōichi Kido var også tilstede ved nogle af møderne, efter kejserens ønske.

## Splittelse i den japanske ledelse
De fleste i Suzukis regering, som var præget af militærfolk, gik ind for en fortsættelse af krigen. For japanerne var overgivelse utænkeligt. Japan var aldrig tidligere blevet invaderet eller havde tabt en krig. Kun Mitsumasa Yonai, marineministeren, var kendt for at ønske en hurtig afslutning på krigen. Ifølge historikeren Richard B. Frank:
Selv om Suzuki godt kan have set fred som et fjernt mål, havde han intet ønske om at nå det hurtigt eller på betingelser, som var acceptable for de allierede. Hans egen kommentarer på de øverste statsmænds konference gav ingen indikation af, at han gik ind for en hurtig afslutning på krigen ... Dem som Suzuki havde valgt til de højest rangerende poster i sin regering var med en enkelt undtagelse heller ikke fortalere for fred.
Efter krigen hævdede Suzuki og andre fra hans regering samt deres støtter, at de i hemmelighed arbejdede for, men ikke offentligt kunne tale for fred. De henviser til det japanske begreb haragei —"kunsten af skjult og usynlig teknik" — for at begrunde forskellen mellem deres handlinger i offentligheden og deres påståede handlinger bag scenen. Mange historikere afviser imidlertid denne påstand. Robert J. C. Butow skrev:
| Citat | På grund af dens flertydighed giver påstanden om haragei anledning til en mistanke om at indenfor politik og diplomati kan en bevidst anvendelse af denne 'vildledningskunst' være et forsøg på at spille begge yderpunkter ud mod midten. Mens denne vurdering ikke stemmer overens med admiral Suzukis højt besungne karakter, ændrer det ikke på, at fra han blev premierminister og til han trak sig tilbage var der ingen, som kunne være helt sikker på hvad det næste ville være, som han sagde eller gjorde. | Citat |
|       | |       |

De japanske ledere havde altid forestillet sig en forhandlet udgang på krigen. Deres planlægning inden krigen forudså en hurtig ekspansion og konsolidering, en eventuel krig med USA og til sidst en udgang, hvor de i det mindste ville kunne beholdte nogle af de nye områder, som de havde erobret. I 1945 var de japanske ledere enige om at krigen gik dårligt, men de var uenige om den bedste måde at forhandle en afslutning på den. Der var to lejre: den såkaldte freds-lejr gik ind for et diplomatisk initiativ, som skulle overtale den sovjetiske diktator Stalin til at formidle en aftale mellem de allierede og Japan, og høgene, som gik ind for at udkæmpe et sidste slag, som ville påføre de allierede så store tab, at de allierede ville tilbyde mere lempelige vilkår. Begge tilgangsvinkler baserede sig på Japans erfaringer i den russisk-japanske krig 40 år tidligere, som bestod af en række bekostelige, men stort set uafgjorte slag, efterfulgt af det afgørende søslag ved Tsushima.
I februar 1945 gav fyrst Fumimaro Konoe kejser Hirohito et memorandum, hvor han analyserede situationen, og fortalte ham, at hvis krigen fortsatte, kunne den kejserlige familie måske være i større fare som følge af en intern revolution end som følge af et nederlag. Ifølge den øverste kammerherre Hisanori Fujitas dagbog søgte kejseren et afgørende slag (tennōzan) og svarede, at det ikke var tidspunktet at søge fred "med mindre vi opnår endnu en militær sejr". Ligeledes i februar skrev Japans traktatdivision om de allieredes politik overfor Japan vedrørende "betingelsesløs overgivelse, besættelse, afvæbning, afmilitarisering, demokratiske reformer, retsforfølgelse af krigsforbrydere og kejserens status." Tvungen afmilitarisering, allieret afstraffelse af japanske krigsforbrydere og især besættelse og afsættelse af kejseren var ikke acceptable betingelser for den japanske ledelse.
Den 5. april afgav Sovjetunionen det krævede 12 måneders varsel om at det ikke ville forny den femårige sovjetisk-japanske neutralitetspagt
 (som blev underskrevet i 1941 efter slaget ved Khalkhin Gol). Japanerne vidste ikke, at det på Teheran-konferencen i november-december 1943 var blevet aftalt, at Sovjetunionen skulle indtræde i krigen mod Japan når Nazityskland var blevet besejret. På Jalta-konferencen i februar 1945 havde USA givet betydelige indrømmelser til Sovjetunionen for at opnå et løfte om at Sovjetunionen ville erklære Japan krig senest 3 måneder efter Tysklands kapitulation. Selv om den 5-årige neutralitetspagt først udløb den 5. april 1946 gav meddelelsen anledning til stor bekymring blandt japanerne fordi de havde koncentreret deres styrker mod syd for at kunne afvise det uundgåelige amerikanske angreb og således havde efterladt sine nordlige øer sårbare overfor en sovjetisk invasion. Den russiske udenrigskommissær Molotov, i Moskva og den sovjetiske ambassadør i Tokyo Yakov Malik gjorde sig store anstrengelser for at forsikre japanerne om, at "pagtens gyldighedsperiode ikke er udløbet".
På en række møder i maj diskuterede den øverste japanske krigsledelse for første gang seriøst en afslutning af krigen, men ingen af dem på betingelser, som ville have været acceptable for de allierede. Da enhver, som åbenlyst gik ind for japansk overgivelse risikerede at blive myrdet af fanatiske hærofficerer, var møderne lukket for alle andre end de seks-store, kejseren og vogteren af det kejserlige segl - ingen officerer fra anden eller tredje række måtte deltage. På disse møder var det kun udenrigsminister Tōgō, som trods indberetningerne fra den japanske ambassadør Satō i Moskva, som forstod, at der var mulighed for, at Roosevelt og Churchill allerede kunne have give Stalin indrømmelser for at få russerne til at træde ind i krigen mod Japan. Som et resultat af disse møder blev Tōgō bemyndiget til at kontakte Sovjetunionen i et forsøg på at opretholde dette lands neutralitet eller (selv om det var en meget fjern mulighed) at indgå en alliance.
I overensstemmelse med traditionen om at en ny regering fremlægger sin politik, udarbejdede hærstaben efter møderne i maj et dokument, "Den grundlæggende politik, som vil blive fulgt efterfølgende i krigen", hvoraf det fremgik, at det japanske folk ville kæmpe til sidste mand hellere end at overgive sig. Denne politik blev godkendt af de seks store den 6. juni. (Tōgō var imod, mens de andre fem støtte den.) Dokumenter fremlagt af Suzuki på det samme møde foreslog, at Japan i de diplomatiske kontakter til Sovjetunionen skulle vælge følgende tilgangsvinkel:
| Citat | Det skal gøres klart overfor Rusland, at det kan takke Japan for sejren over Tyskland, da vi forblev neutrale, og at det ville være til Sovjetunionens fordel at hjælpe Japan med at fastholde sin internationale stilling, da de har USA som fremtidig fjende. | Citat |
|       | |       |

Den 9. juni skrev kejserens fortrolige Kōichi Kido et "Udkast til plan for styring af krisen", hvor han advarede om, at Japan ved årets slutning ville have mistet evnen til at føre moderne krig og at regeringen ikke ville kunne styre civil uro. "... Vi kan ikke være sikre på, at vi ikke kommer til at dele skæbne med Tyskland og blive reduceret ofre for omstændigheder hvorunder vi end ikke vil kunne opretholde det øverste mål om at beskytte det kejserlige hus og opretholde den nationale politik." Kido foreslog, at kejseren skulle handle ved at tilbyde at afslutte krigen på "meget generøse betingelser". Kido foreslog, at Japan skulle trække sig tilbage fra de europæiske kolonier, det havde besat, under forudsætning af at de fik deres selvstændighed, og at Japan i en periode skulle stille sig "tilfreds med et minimalt forsvar". Kidos forslag indeholdt ikke allieret besættelse af Japan, retsforfølgelse af krigsforbrydere eller grundlæggende ændringer i Japans regeringsform. Med kejserens godkendelse kontaktede Kido adskillige medlemmer af det øverste krigsråd. Tōgō var meget positiv. Suzuki og marineministeren admiral Mitsumasa Yonai var begge forsigtigt positive. Begge spekulerede på hvad den anden mente. Krigsministeren general Korechika Anami var ambivalent og insisterede på, at diplomatiet måtte vente indtil "efter De forenede Stater havde lidt store tab" under Operation Ketsugō.
I juni mistede kejseren troen på at en stor militær sejr kunne vindes. Slaget om Okinawa var tabt, og han hørte om svækkelsen af den japanske hær i Kina, Guandong-armeen i Manchuriet, flåden og hæren som skulle forsvare hjemlandet. Kejseren modtog en rapport fra fyrst Higashikuni Naruhiko hvoraf han konkluderede, at "det var ikke kun kystforsvaret. Divisionerne som var tiltænkt at skulle udkæmpe det afgørende slag havde heller ikke tilstrækkelig mange våben". Ifølge kejseren:
| Citat | Jeg fik at vide, at jernet fra de bomber, som blev nedkastet af fjenden, blev brugt til at lave skovle. Dette bekræftede min holdning om, at vi ikke længere var i stand til at fortsætte krigen. | Citat |
|       | |       |

Den 22. juni indkaldte kejseren de seks store til et møde. Helt usædvanligt talte han først: "Jeg ønsker, at konkrete planer for afslutning af krigen, uhindret af hidtidig politik, hurtigt bliver udformet og at de søges gennemført". Det blev aftalt at søge sovjetisk hjælp til at afslutte krigen. Andre neutrale lande, såsom Schweiz, Sverige og Vatikanet, vidste man var villige til at spille en rolle i fredsskabelsen, men de var så små, at man kun mente at de var i stand til at formidle de allieredes fredsbetingelser og Japans accept eller afvisning. Japan håbede, at Sovjetunionen kunne overtales til at fungere som fortaler for Japan i forhandlinger med Amerika og Storbritannien.

## Forsøg på at forhandle med Sovjetunionen
Den 30. juni gav Tōgō Japans ambassadør i Moskva, Naotake Satō, besked på at forsøge at skabe "faste og varige venskabelige relationer". Satō skulle diskutere Manchuriets status og "ethvert spørgsmål russerne måtte ønske at bringe på banen". De sovjetiske forhandlere var klar over situationen og deres løfter til de allierede, og de trak tiden ud for at opmuntre japanerne uden at love noget. Satō mødtes til sidst med den sovjetiske udenrigskommissær Vjatjeslav Molotov den 11. juli, men uden resultat. Den 12. juli gav Tōgō Satō besked på at fortælle russerne, at:
| Citat | Hans majestæt kejseren, som er opmærksom på det faktum, at den aktuelle krig dagligt påfører de krigsførende magter store skader og ofre, ønsker af sit hjerte, at den hurtigt må få en ende; men så længe England og De forenede Stater insisterer på betingelsesløs overgivelse, har det japanske kejserrige intet andet valg end at kæmpe videre med al sin styrke af hensyn til moderlandets ære og eksistens. | Citat |
|       | |       |

Kejseren foreslog at sende fyrst Konoe afsted som særlig udsending, selv om han ville være ude stand til at nå til Moskva inden Potsdam-konferencen.
Satō fortalte Tōgō at i realiteten ville, "betingelsesløs overgivelse, eller noget der meget svarede hertil" var alt hvad Japan kunne forvente. Desuden, som svar på Molotovs anmodning om konkrete forslag, mente Satō at Tōgōs meddelelser ikke var "tydelige om regeringens og militærets synspunkter om afslutning af krigen", og stillede således spørgsmål ved om Tōgōs initiativ havde støtte fra de centrale dele af Japans magtcentrum.
Den 17. juli svarede Tōgō:
| Citat | Selv om de ledende kræfter, og også regeringen, er overbevist om at vor militære styrke stadig kan tilføje fjenden betydelige slag, er vi ude af stand til at have helt ro i sindet ... vær imidlertid venligst især opmærksom på, at vi ikke søger russernes formidling til noget, der ligner en betingelsesløs overgivelse. | Citat |
|       | |       |

Som svar præciserede Satō:
| Citat | Det siger sig selv, at i min tidligere meddelelse om betingelsesløs overgivelse, eller noget lignende, undtog jeg spørgsmålet om at bevare (den kejserlige familie]. | Citat |
|       | |       |

Den 21. juli gentog Tōgō på hele regeringens vegne:
| Citat | Med hensyn til betingelsesløs overgivelse kan vi ikke acceptere det under nogen omstændigheder overhovedet. ... Det er for at undgå en sådan tilstand, at vi søger fred, ... ved hjælp af Rusland. ... Det ville også være ulyksaligt og umuligt, ud fra såvel et udenrigs som et indenrigs synspunkt, straks at opstille specifikke betingelser. | Citat |
|       | |       |

Amerikanske kryptologer havde knækket hovedparten af de hemmelige japanske koder, herunder den kode, som blev anvendt af det japanske udenrigsministerium til kryptering af de vigtigste diplomatiske meddelelser. Som følge heraf blev meddelelser mellem Tokyo og Japans ambassader givet til de allierede ledere næsten lige så hurtigt som de nåede frem til modtagerne.

### Sovjetiske hensigter
Sikkerhedsbekymringer havde afgørende betydning for de sovjetiske beslutninger vedrørende Fjernøsten. Den vigtigste blandt disse var at opnå uhindret adgang til Stillehavet. De dele af den sovjetiske stillehavskyst, som var isfrie hele året - især ved Vladivostok — kunne blokeres til søs og i luften fra Sakhalin og Kurillerne. At få kontrol over disse områder og således få fri adgang til La Perousestrædet, var det primære mål. Sekundære mål var kontrol over den Østkinesiske jernbane, Sydmanchuriske jernbane, Dalian og Port Arthur.
På den baggrund trak Stalin og Molotov forhandlingerne med japanerne i langdrag, og gav den falske forhåbninger om en fredsaftale formidlet af Sovjetunionen. Samtidig insisterede russerne i deres forhandlinger med USA og Storbritannien på en streng overholdelse af Cairo-deklarationen, som var blev bekræftet på Jalta-konferencen om at de allierede ikke ville indgå en separatfred eller en ikke-betingelsesløs fred med Japan. Japanerne skulle overgive sig betingelsesløst til alle de allierede. For at forlænge krigen gik de sovjetiske ledere imod ethvert forsøg på at svække dette krav. Dette gav russerne tid til at flytte deres tropper fra Vestfronten til Fjernøsten og erobre Manchuriet (Manchukuo), Indre Mongoliet (Mengjiang), Korea, Sakhalin, Kurillerne og muligvis Hokkaidō (som skulle indledes med en landgang ved Rumoi).

## Manhattan projektet
I 1939 skrev Albert Einstein og Leó Szilárd et brev til præsident Roosevelt hvori de advarede ham om, at tyskerne måske var i gang med at udvikle atomvåben, og at det var nødvendigt at USA finansierede forskning og udvikling af et tilsvarende projekt. Roosevelt var enig, og dette førte til Manhattan-projektet — et tophemmeligt forskningsprogram, som blev administreret af general Leslie Groves og videnskabeligt ledet af J. Robert Oppenheimer. Den første atombombe blev vellykket afprøvet i Trinitytesten den 16. juli 1945.
Da projektet var ved at være færdigt begyndte amerikanske planlæggere at overveje brugen af bomben. Groves dannede en komite, som mødtes i april og maj 1945 for at opstille en liste over mål. Et af de primære kriterier var at målbyerne ikke måtte være beskadigede ved konventionel bombning. Det ville give mulighed for en præcis vurdering af den skade som blev forvoldt af en atombombe.
Komiteens liste omfattede 18 japanske byer. På toppen af listen lå Kyoto, Hiroshima, Yokohama, Kokura og Niigata. Senere blev Kyoto fjernet fra listen efter indsigelse fra krigsminister Henry L. Stimson, som havde besøgt byen på sin bryllupsrejse og kendte dens kulturelle og historiske betydning.
I maj 1945 godkendte Harry S. Truman (som var blevet præsident ved Franklin Roosevelts død den 12. april) nedsættelsen af et udvalg [Interim Committee], som skulle lave en rapport om atombomben. Det bestod af George L. Harrison, Vannevar Bush, James Bryant Conant, Karl Taylor Compton, William L. Clayton og Ralph Austin Bard rådgivet af videnskabsfolkene Oppenheimer, Enrico Fermi, Ernest Lawrence og Arthur Compton. I en rapport den 1. juni konkluderede udvalget, at bomben skulle bruges snarest muligt mod en våbenfabrik omgivet af arbejderboliger, samt at der ikke skulle udsendes nogen advarsel eller gives nogen demonstration inden anvendelsen.
Udvalget skulle ikke vurdere om bomben skulle bruges eller ej, når den var færdig. Det blev taget for givet. Efter en protest fra videnskabsfolkene ved projektet, i form af Franck rapporten, undersøgte udvalget brugen af bomben. På et møde den 21. juni bekræftede udvalget, at der ikke var noget alternativ.

## Potsdam konferencen
Lederne af de største allierede magter mødtes ved Potsdam-konferencen, som blev afviklet mellem 16. juli og 2. august 1945. Deltagerne var Sovjetunionen, Storbritannien og De forenede Stater, repræsenteret af henholdsvis Stalin, Winston Churchill (senere Clement Attlee) og Truman.

### Forhandlinger
Selv om Potsdam-konferencen fortrinsvis handlede om europæiske forhold, blev krigen mod Japan også diskuteret i detaljer. Truman hørte om den vellykkede Trinitytest i begyndelsen af konferencen og delte denne information med den britiske delegation. Den vellykkede test fik den amerikanske delegation til at genoverveje om det var nødvendigt og klogt at have sovjetisk deltagelse i krigen, selv om amerikanerne havde arbejdet hårdt for den ved konferencerne i Teheran og Jalta. Det stod højt på amerikanerne liste, at få forkortet krigen og begrænse amerikanske tab - sovjetisk indtræden lod til at kunne gøre begge dele, men med risiko for at de erobrede områder ud over dem, som de havde fået lovning på i Teheran og Jalta, og forårsage en opdeling efter krigen af Japan på linje med den i Tyskland.
I forhandlingerne med Stalin valgte Truman at give den sovjetiske leder vage antydninger om eksistensen af et kraftigt nyt våben uden at gå ind i detaljer. De øvrige allierede lande var imidlertid ikke klar over at sovjetisk efterretningsvæsen havde infiltreret Manhattan-projektet på et tidligt tidspunkt, så Stalin allerede kendte til at atombomben fandtes, men ikke lod til at være imponeret af dens potentiale.

### Potsdam-deklarationen
Det blev besluttet at udsende en erklæring, Potsdam-deklarationen, som definerede "betingelsesløs overgivelse" og klarlagde havde det betød for kejserens stilling og for Hirohito personligt. De amerikanske og britiske regeringer var stærkt uenige på dette punkt - USA ønskede at afskaffe kejserposten og muligvis retsforfølge Hirohito som krigsforbryder, mens briterne ønskede at beholde posten og måske endda stadig med Hirohito som kejser. Der blev udformet mange udkast inden Potsdam-deklarationen fandt en form, som alle kunne acceptere.
Den 26. juli udsendte USA, Storbritannien og Kina Potsdam-deklarationen med betingelserne for Japans overgivelse sammen med en advarsel om, at "Vi vil ikke afvige fra dem. Der er intet alternativ. Vi tåler ingen forsinkelse." For Japan var betingelserne:
- Fjernelse "for altid den indflydelse de har haft, som har bedraget og vildledt det japanske folk til et forsøg på erobring af verden"
- Besættelse af "dele af japansk område, som vil blive udpeget af de allierede"
- "Japansk suverænitet vil blive begrænset til øerne Honshū, Hokkaidō, Kyūshū, Shikoku og de mindre øer, som vi fastsætter". Som det var blevet meddelt i Cairo-deklarationen i 1943 skulle Japan indskrænkes til grænserne fra før 1894 og fratages sit imperium fra før krigen herunder Korea og Taiwan samt alle de senere erobringer.
- "Det japanske militær skal fuldstændig afvæbnes"
- "Streng justits skal udmåles til alle krigsforbrydere, herunder de som har udvist grusomhed mod vore fanger"

På den anden side fastslog deklarationen, at:
- "Vi har ikke til hensigt, at japanerne skal blive slavebundet som rase eller ødelagt som nation, den japanske regering skal fjerne alle forhindringer for en genoplivning og styrkelse af demokratiske tendenser i det japanske folk. Ytringsfrihed, religionsfrihed og tankefrihed samt respekt for de grundlæggende menneskerettigheder skal indføres."
- "Japan skal have lov til at opretholde sådanne industrier, som vil opretholde dets økonomi og tillade udredning af rimelige erstatninger, ... Japansk deltagelse i verdenshandelen skal være tilladt."
- "De allierede besættelsesstyrker skal trækkes tilbage fra Japan så snart disse mål er nået og der er i overensstemmelse med det japanske folks frit udtrykte vilje er etableret en fredeligt sindet og ansvarlig regering".

I modsætning til gængs opfattelse[kilde mangler] blev begrebet betingelsesløs overgivelse kun benyttet i slutningen af deklarationen:
- "Vi opfordrer den japanske regering til nu at erklære en betingelsesløs overgivelse af alle japanske væbnede styrker og give ægte og tilstrækkelige garantier for god tro i en sådan handling. Alternativet for Japan er hurtig og fuldstændig ødelæggelse."

I modsætning til det som havde været tanken i starten indeholdt deklarationen ingen omtale af kejseren overhovedet. De allierede hensigter om spørgsmål af den største betydning for japanerne, herunder om Hirohito skulle betragtes som en af de som havde "vildledt det japanske folk" eller endda var en krigsforbryder, eller alternativt om kejseren kunne blive en del af en "fredeligt sindet og ansvarlig regering" var således ikke beskrevet.
Sætningen om den "hurtige og fuldstændige ødelæggelse" er blevet fortolket som en skjult advarsel om amerikansk besiddelse af atombomben (som var blevet vellykket afprøvet på konferencens første dag).

### Den japanske reaktion
Den 27. juli overvejede den japanske regering hvordan man skulle svare på deklarationen. De fire militære medlemmer af det øverste krigsråd ønskede at afvise den, men Tōgō overtalte regeringen til ikke at gøre dette før han kunne indhente en reaktion fra Sovjetunionen. I et telegram, skrev Shun'ichi Kase, Japans ambassadør i Schweiz, at "betingelsesløs overgivelse" kun drejede sig om militæret, og ikke om regeringen eller folket, og han plæderede for at det skulle forstås, at den omhyggelige sprogbrud i deklarationen lod "til at have afstedkommet mange overvejelser" i de underskrivende regeringer — "de lader til at have gjort sig umage for at give os mulighed for at redde ansigt på forskellige punkter." Den næste dag skrev japanske aviser at deklarationen, hvis tekst var blev udsendt fra allierede radiostationer og nedkastet i flyveblade af allierede fly, var blevet afvist. I et forsøg på at styre den offentligt mening mødtes premierminister Suzuki med pressen og udtalte:
| Citat | Jeg betragter den fælles proklamation som et opkog af dekrationen fra Cairo-konferencen. Regeringen tillægger den ingen værdi overhovedet. Den eneste ting at gøre, er at lade den dø i stilhed (mokusatsu). Vi vil ikke gøre andet end at presse på til den bitre ende for at opnå en vellykket afslutning på krigen. | Citat |
|       | |       |

Betydningen af begrebet mokusatsu bogstaveligt "dræbe med stilhed", kan strække sig fra "ignorere" til "behandle med foragt" — hvilket ret præcist dækker spændvidden i de reaktioner som fandtes i regeringen. Men Suzukis udtalelse, og især dens sidste sætning, efterlader ikke megen plads til fejlfortolkning og blev taget som en afvisning af aviserne, både i Japan og i udlandet, og der blev ikke udsendt nogen yderligere udtalelse hverken til offentligheden eller gennem diplomatiske kanaler, som kunne ændre denne opfattelse.
Den 30. juli skrev ambassadør Satō, at Stalin formentlig talte til Roosevelt og Churchill om sine forhandlinger med Japan, og han skrev: "Der er intet alternativ til øjeblikkelig betingelsesløs overgivelse, hvis vi skal forhindre Ruslands deltagelse i krigen." Den 2. august skrev Tōgō til Satō: "det skulle ikke være vanskeligt for Dem at forstå, at ... vor tid til at foretage forberedelser til at slutte krigen inden fjenden går i land på de japanske hovedøer er begrænset. På den anden side er det svært at træffe beslutning om konkrete fredsbetingelser her uden videre."

## Hiroshima, Manchuriet og Nagasaki

### 6. august: Hiroshima
Om morgenen den 6. august nedkastede Enola Gay et Boeing B-29 Superfortress fløjet af oberst Paul Tibbets en atombombe med kodenavnet Little Boy over byen Hiroshima i det sydvestlige Honshū. I løbet af dagen indløb der forvirrede rapporter til Tokyo om at Hiroshima havde været mål for at luftangreb, som havde tilintetgjort byen med et "blændende glimt og en voldsom eksplosion". Senere på dagen kunne man høre den amerikanske præsident Truman, der på radioen meddelte om den første brug af en atombombe og lovede:
| Citat | Vi er nu klar til hurtigere og fuldstændigt at udrydde ethvert produktionsanlæg japanerne har over jorden i enhver by. Vi vil ødelægge deres havne, fabrikker og kommunikationsmidler. Lad der ikke være nogen tvivl: vi vil fuldstændig ødelægge Japans mulighed for at føre krig. Det var for at spare det japanske folk for fuldstændig ødelæggelse, at ultimatummet af 26. juli blev fremsat i Potsdam. Deres ledere afviste straks ultimatummet. Hvis ikke de nu går ind på vore betingelser, kan de forvente en regn af ødelæggelse fra luften, hvis lige aldrig tidligere er set på denne jord ... | Citat |
|       | |       |

I starten nægtede nogle at tro på, at USA havde bygget en atombombe. Den japanske hær og flåde havde deres eget Japanske atombombeprojekt og japanerne forstod derfor tilstrækkeligt til at vide hvor vanskeligt det ville være at fremstille bomben. Admiral Soemu Toyoda, chefen for flådens generalstab hævdede, at selv om USA havde lavet en bombe, kunne de ikke have mange flere. Amerikanske strateger havde forudset en reaktion som Toyodas og planlagde at nedkaste endnu en bombe kort efter den første for at overbevise japanerne om at de havde et stort lager af dem.

### 8.-9. august: Sovjetisk invasion og Nagasaki
Detaljerede rapporter om det aldrig før sete omfang af ødelæggelse i Hiroshima blev modtaget i Tokyo, men der gik to dage inden regeringen mødtes for at drøfte den ændrede situation.
Klokken 4 om morgenen den 9. august kom der besked til Tokyo om at Sovjetunionen havde brud den neutralitetspagten, erklæret krig mod Japan, og indledt en invasion af Manchuriet.
Disse to choks - atombomben over Hiroshima og Sovjetunionens indtræden i krigen - havde en øjeblikkelig og kraftig effekt på premierminister Suzuki og udenrigsminister Tōgō Shigenori, som var enige om, at regeringen måtte afslutte krigen straks. Den øverste ledelse i hæren derimod tog nyheden uden vaklen, idet den kraftigt undervurderede omfanget af angrebet. Med støtte fra krigsminister Anami begyndte de at indføre krigsret i landet for at stoppe enhver, der ville søge fred. Hirohito gav Kido besked om "hurtigt at få kontrol over situationen" fordi "Sovjetunionen har erklæret krig og i dag har indledt fjendtligheder mod os."
Det øverste krigsråd mødtes kl. 10.30. Suzuki, som netop havde holdt møde med kejseren, sagde at det var umuligt at fortsætte krigen. Tōgō Shigenori sagde at de kunne acceptere betingelserne i Potsdam-deklarationen, men havde brug for en garanti vedrørende kejserens stilling. Marineminister Yonai sagde at de måtte lave nogle diplomatiske forslag - de kunne ikke længere tillade sig at vente på bedre omstændigheder.
Midt i mødet, kort efter kl. 11, kom nyheden om at Nagasaki, på vestkysten af Kyūshū, var blevet ramt af en atombombe (kaldet "Fat Man"). Da mødet sluttede var krigsrådet delt 3 mod 3. Suzuki, Tōgō og admiral Yonai gik ind for Tōgōs ene yderligere betingelse til Potsdam, mens generalerne Anami og Umezu samt admiral Toyoda insisterede på yderligere tre betingelser, som modificerede Potsdam: at Japan selv skulle stå for afvæbningen, at Japan selv håndterede japanske krigsforbrydere, at at der ikke skulle ske en besættelse af Japan.

## Kejserlig indgriben, allieret reaktion og japansk svar
Hele regeringen mødtes den 9. august kl. 14.30 og brugte det meste af dagen på at diskutere overgivelse. Ligesom det øverste krigsråd var regeringen splittet og hverken Tōgōs eller Anamis holdning havde et flertal bag sig. Anami meddelte de andre ministre, at en tilfangetaget amerikansk B-29 pilot under tortur havde fortalt sine afhørere, at USA havde 100 atombomber, og at Tokyo og Kyoto ville blive "indenfor få dage". Piloten, Marcus McDilda, løj. Han vidste intet om Manhattan-projektet og fortalte blot hvad han regnede med at afhørerne gerne ville høre for at afslutte torturen. Løgnen, som betød at han blev klassificeret som en højt-prioriteret fange, reddede ham formentlig fra at blive halshugget. I virkeligheden ville USA have den næste bombe klar til brug omkring den 19. august og en fjerde i september 1945. Den tredje bombe ville sandsynligvis være blevet brugt mod Tokyo.
Regeringsmødet sluttede kl. 17.30 uden at man var nået til enighed. Et nyt møde fra 18-22 endte også uden enighed. Efter dette 2. møde mødtes Suzuki og Tōgō med kejseren, og Suzuki foreslog en øjeblikkelig kejserlig konference, som startede lige inden midnat om natten mellem 9. og 10. august. Suzuki fremlagde Anamis fire-betingelsers forslag som det øverste krigsråds fælles forslag. De øvrige medlemmer af de øverste krigsråd talte, og det samme gjorde Kiichirō Hiranuma, formanden for statsrådet, som skitserede Japans manglende mulighed for at forsvare sig og også beskrev landets indenlandske problemer, såsom fødevaremangel. Regeringen forhandlede, men igen nåede man ikke til enighed. Omkring kl. 2 om morgenen henvendte Suzuki sig til sidst til kejser Hirohito og bad ham om at vælge mellem de to forslag. Deltagerne mindedes senere hvad kejseren sagde:
| Citat | Jeg har tænkt alvorligt over situationen der hersker herhjemme og i udlandet og er nået frem til at fortsættelse af krigen kun kan betyde ødelæggelse for nationen og en forlængelse af blodudgydelserne og onskaben i verden. Jeg kan ikke bære at se mit uskyldige folk lide længere. ... Jeg fik at vide af de som talte for en fortsættelse af fjendtlighederne, at fra juni vil nye divisioner være på plads i befæstede stillinger [øst for Tokyo] klar til at tage mod invasionshæren, når den ville gå i land. Det er nu august, og befæstninger er stadig ikke blevet gjort færdige. ... Der er de, som siger at nøglen til national overlevelse ligger i et afgørende slag i hjemlandet. Erfaringen fra tidligere viser imidlertid, at der altid har været forskel på planer og udførelse. Jeg tror ikke at forskellen i tilfældet Kujukuri kan korrigeres. Da dette også er tingenes tilstand, hvordan kan vi da modstå de invaderende? [Han kom herefter med nogle specifikke henvisninger til den voksende ødelæggelseskraft i atombomben] Det siger sig selv, at det er ubærligt for mig at se modige og loyale japanske soldater blive afvæbnet. Det er lige så ubærligt, at andre som har ydet mig tro tjeneste nu skal straffes som anstiftere af krigen. Trods det er tidspunktet kommet til at bære det ubærlige. ... Jeg synker mine tårer og giver min godkendelse af forslaget om at acceptere den allierede proklamation på det grundlag som udenrigsministeren har skitseret. | Citat |
|       | |       |

Ifølge general Sumihisa Ikeda og admiral Zenshirō Hoshina, vendte statsrådets formand Kiichirō Hiranuma sig herefter mod kejseren og spurgte ham: "Deres majestæt, De bærer også ansvar (sekinin) for dette nederlag. Hvilken undskyldning vil De give til de heroiske ånder for kejserrigets grundlægger og Deres andre kejserlige forfædre?"
Da kejseren havde forladt mødet opfordrede Suzuki kraftigt regeringen til at acceptere kejserens vilje, hvilket den gjorde. Tidligt om morgenen den 10. august sendte udenrigsministeriet telegrammer til de allierede (via Schweiz), hvor det meddeltes, at Japan ville acceptere Potsdam-deklarationen, men ikke ville acceptere nogen fredsbetingelser, som indskrænkede kejserens stilling. Dette betød i praksis ingen ændring i Japans regeringsform—at kejserposten ville forblive reel magtpost.

### 12. august
Det allierede svar blev skrevet af James F. Byrnes og godkendt af den britiske, kinesiske og sovjetiske regering, om end russerne kun tøvende gav deres godkendelse. De allierede sendte deres svar den 12. august, igen gennem Schweiz. Om kejserens status hed det:
| Citat | Fra det øjeblik overgivelsen træder i kraft skal kejseren og den japanske regerings myndighed være underlagt den øverstkommanderende for de allierede styrker, som vil tage de skridt han finder fornødne til at gennemføre overgivelsesbetingelserne. ... Den endelige regeringsform i Japan skal, i overensstemmelse med Potsdam-deklarationen fastlægges som den frit udtrykte vilje af det japanske folk. | Citat |
|       | |       |

Præsident Truman beordrede de militære operationer - herunder B-29 bombardementerne - til at fortsætte indtil man fik officiel besked om den japanske overgivelse. Nyhedskorrespondenterne fejlfortolkede imidlertid en kommentar fra Carl Andrew Spaatz om at B-29'erne ikke fløj den 11. august (på grund af dårligt vejr) som et udsagn om at en våbenhvile var i kraft. For at undgå at give japanerne indtryk af at de allierede havde opgivet fredsbestræbelserne og genoptaget bombningen gav Truman herefter ordre til et stop for yderligere bombninger.
Den japanske regering overvejede det allierede svar, og Suzuki argumenterede for, at de måtte afvise det og insistere på en direkte garanti for opretholdelse af kejserdømmet. Anami vendte tilbage til sin holdning, om at der ikke måtte ske en besættelse af Japan. Efterfølgende fortalte Tōgō Suzuki at der ikke var noget håb om at kunne få bedre betingelser, og Kido overbragte kejserens holdning om at Japan skulle overgive sig. På et møde med kejseren udtalte Yonai sin bekymring for stigende civil uro:
| Citat | Jeg tror, at begrebet er upassende, men atombomberne og den sovjetiske indtræden i krigen er, på en måde, guddommelige gaver. På denne måde behøver vi ikke at sige, at vi har opgivet krigen af indenlandske årsager. | Citat |
|       | |       |

Denne dag meddelte Hirohito den kejserlige familie om sin beslutning om overgivelse. En af hans onkler fyrst Asaka, spurgte om krigen ville blive fortsat hvis kokutai (den nationale politik) ikke kunne opretholdes. Kejseren svarede "naturligvis."

### 13.-14. august
Det øverste krigsråd og regeringen brugte den 13. august på at debattere deres svar til de allierede, men forblev delt. I mellemtiden begyndte de allierede at tvivle mens de ventede på at japanerne skulle svare. Japanerne havde fået besked på at de kunne sende en ukvalificeret bekræftelse i klar tekst, men rent faktisk sendte de kodede meddelelser om forhold som ikke havde med overgivelsen at gøre. De allierede opfattede disse kodede meddelelser som at japanerne ikke accepterede betingelserne.
Ved aflytning af den japanske radiotrafik (Ultra) opdagede de allierede en øget diplomatisk kommunikation og militærtrafik, hvilket blev taget som tegn på at japanerne forberedte et "totalt banzai angreb." Præsident Truman beordrede en genoptagelse af angrebene mod Japan i maksimalt omfang "så de japanske ledere kan se, at vi mener det alvorligt og vil have dem til at acceptere vores fredsforslag uden tøven." Den amerikanske 3. flåde begyndte at beskyde den japanske kyst. Ved det største bombeangreb under Stillehavskrigen angreb mere end 400 B-29 bombefly Japan i dagangreb den 14. august, og mere end 300 samme nat. I alt 1.014 fly blev anvendt og ingen gik tabt.
Under den længste bombemission i krigen, fløj B-29'ere fra 315 Bombardment Wing 6.100 km for at ødelægge Nippon Oil Company raffinaderiet ved Tsuchizaki på nordspidsen af Honshū. Det var det sidste fungerende raffinaderi på de japanske hovedøer, og det behandlede 67% af landets olie. Efter krigen blev bombeangrebene retfærdiggjort med at de allerede var undervejs da man fik besked om den japanske overgivelse, men det er kun delvis rigtigt.
På forslag fra amerikanske eksperter i psykologisk krigsførelse brugte B-29'ere den 13. august på at nedkaste løbesedler over Japan, hvor det japanske overgivelsestilbud og det allierede svar blev beskrevet. Løbesedlerne havde en betydelig effekt på den japanske beslutningsproces. Da den 14. august gryede stod det klart for Suzuki, Kido og kejseren, at dagen enten ville ende med en accept af det amerikanske betingelser eller et militærkup.
Kejseren mødtes med det øverste chefer i hær og flåde. Mens adskillige talte for at fortsætte kampen gjorde feltmarskal Shunroku Hata det ikke. Som leder af 2. armé, som havde haft hovedkvarter i Hiroshima, havde Hata kommandoen over alle tropper, som forsvarede den sydlige del af Japan — de tropper som forberedte sig på at udkæmpe det "afgørende slag". Hata sagde, at han ikke troede på at invasionen kunne afvises, og han havde ingen indvendinger mod kejserens beslutning. Kejseren bad sine militære ledere om at samarbejde med ham om at slutte krigen.
På et møde med regeringen og andre rådgivere plæderede Anami, Toyoda og Umezu igen for en fortsættelse af kampen, hvorefter kejseren sagde:
| Citat | Jeg har lyttet opmærksomt til alle de argumenter, som taler imod, at Japan skal acceptere det allierede svar, som det foreligger og uden yderligere tydeliggørelser og modifikationer, men mine egne tanker har ikke ændret sig. ... For at folket kan kende min beslutning beder jeg jer om straks at udarbejde en kejserlig proklamation, som jeg læse op i radioen. Endelig opfordrer jeg jer alle til at gøre jeres yderste for at vi kan møde de prøvelser, som ligger forude. | Citat |
|       | |       |

Regeringen mødtes straks og godkendte kejserens ønsker. De besluttede også at destruere de enorme mængder materiale, som omhandlede forhold i forbindelse med krigsforbrydelser og de øverste lederes ansvar for krigen. Straks efter mødet telegraferede udenrigsministeriet ordrer til ambassaderne i Schweiz og Sverige om at acceptere de allierede overgivelsesbetingelser. Disse ordrer blev opsnappet og modtaget i Washington kl. 2.49 den 14. august.
Teksten til den kejserlige overgivelsesproklamation blev færdig kl. 19, renskrevet af den officielle kalligraf og bragt til regeringen til underskrivelse. Omkring kl. 23 indtalte kejseren med hjælp af et hold fra den japanske radio en grammofonplade med proklamationsteksten. Optagelsen blev overdraget til hoffets kammerherre Yoshihiro Tokugawa, som gemte den i et skab i kejserindens sekretærs kontor.

## Kupforsøg 12.-15. august
Sent på aftenen den 12. august talte major Kenji Hatanaka sammen med oberstløjtnanterne Masataka Ida, Masahiko Takeshita (Anamis svoger) og Inaba Masao samt oberst Okitsugu Arao med krigsminister Korechika Anami (den mest magtfulde mand i Japan udover kejseren), og bad ham om at gøre alt hvad han kunne for at forhindre at Japan accepterede Potsdam-deklarationen. General Anami nægtede at sige om han ville hjælpe de unge officerer med at begå forræderi. Selv om de havde stærkt brug for hans støtte besluttede Hatanaka og de øvrige oprørere, at de var nødt til at fortsætte med at planlægge og forsøge et statskup på egen hånd. Hatanaka brugte en stor del af den 13. august og morgenen den 14. på at samle allierede og søgte støtte blandt de højtplacerede i ministeriet mens han perfektionerede komplottet.
Kort efter mødet om natten mellem den 13. og 14. august hvor overgivelsen blev endeligt besluttet samledes en gruppe højtrangerende hærofficerer, heriblandt Anami i et lokale i nærheden. Alle de tilstedeværende var bekymrede over muligheden for et statskup der skulle forpurre overgivelsen — nogle af de tilstedeværende kan endda have overvejet at gennemføre et. Efter en stilhed foreslog general Torashirō Kawabe at alle de tilstedeværende højtstående officerer skulle underskrive en aftale om at udføre kejserens ordre til overgivelse — "Hæren vil handle i overensstemmelse med den kejserlige beslutning til det yderste." Aftalen blev underskrevet af alle de tilstedeværende højtstående officerer herunder Anami, Hajime Sugiyama, Yoshijirō Umezu, Kenji Doihara, Torashirō Kawabe, Masakazu Kawabe og Tadaichi Wakamatsu. "
"Denne skriftlige aftale mellem de øverste officerer i hæren, foruden Anamis bekendtgørelse fungerede som en voldsom bremse på ethvert forsøg på at opfordre til et statskup i Tokyo."
Omkring kl. 21.30 den 14. august satte Hatanakas oprørere deres plan i gang. Det andet regiment af den første kejserlige garde var rykket ind på paladsområdet således at styrken på området blev fordoblet, formentlig for at sikre ekstra beskyttelse mod Hatanakas oprør, men Hatanaka sikrede sig sammen med oberstløjtnant Jirō Shiizaki lederen af andet garderegiment oberst Toyojirō Hagas støtte ved (fejlagtigt) at fortælle ham, at generalerne Anami og Umezu samt cheferne for østlige armedistrikt og de kejserlige gardedivisioner gik ind for planen. Hatanaka tog også til lederen af den østlige armés Shizuichi Tanakaskontor for at prøve at få ham til at slutte sig til kupmagerne. Tanaka nægtede og beordrede Hatanaka til at tage hjem. Hatanaka ignorerede ordren.
Oprindelig håbede Hatanaka på, at blot ved at besætte slottet og indlede oprøret ville det inspirere resten af hæren til at gøre oprør mod beslutningen om overgivelse. Denne tanke ledte ham gennem det meste af de sidste dage og timer og gav ham den nødvendige optimisme til at sætte kuppet i gang, selv om ikke havde megen støtte fra sine overordnede. Efter at have sat alle brikkerne op besluttede Hatanaka og hans medsammensvorne at garden skulle tage kontrol over paladset kl. 2. Timerne indtil da blev brugt på fortsatte forsøg på at overbevise deres overordnede i hæren om at slutte sig til kuppet. På omkring samme tidspunkt begik general Anami seppuku, og efterlod en besked: "Med min død undskylder jeg underdanigst overfor kejseren for den store forbrydelse." Om forbrydelsen bestod i at tabe krigen eller kuppet er fortsat uvist.
Omkring kl. 1 omringede Hatanaka og hans mænd paladset. Hatanaka, Shiizaki og kaptajn Shigetarō Uehara (fra flyveakademiet) tog til generalløjtnant Takeshi Moris kontor for at bede ham om at slutte sig til kuppet. Mori sad i møde med sin svoger, Michinori Shiraishi. Støtte fra Mori, der var kommandant for 1. kejserlige gardedivision var af afgørende betydning. Da Mori nægtede at slutte sig til Hatanaka dræbte Hatanaka ham af frygt for at Mori ville give garden ordre til at stoppe oprøret. Uehara dræbte Shiraishi. Disse var de eneste to mord i nattens løb. Hatanaka benyttede herefter general Moris officielle stempel til at godkende den kejserlige gardedivisions strategiske ordre nr. 584, en række forfalskede ordrer, som var fremstillet af hans medsammensvorne, som kraftigt kunne forøge den troppestyrke, som holdt det kejserlige slot og hofministeret besat samt "beskyttede" kejseren.
Slotspolitiet blev afvæbnet og alle indgange blokeret. I løbet af natten tog Hatanakas folk 18 folk til fange, herunder ministerielle embedsmænd og ansatte ved radioen, som var kommet for at optage overgivelsestalen.
De næste timer brugte oprørerne anført af Hatanaka på uden held at lede efter ministeren for det kejserlige hof Sōtarō Ishiwatari, vogteren af det kejserlige segl Kōichi Kido og optagelsen af overgivelsestalen. De to mænd gemte sig i den såkaldte bankboks, et stort rum under det kejserlige slot. Eftersøgningen blev vanskeliggjort af mørklægning i forbindelse med et allieret luftangreb og af den ældgamle organisation og indretning af det kejserlige hofministerium. Mange af navnene på rummene var uigennemskuelige for oprørerne. Oprørerne fandt dog kammerherre Tokugawa. Selv om Hatanaka truede med at sprætte maven op på ham med et samurai-sværd løj Tokugawa og fortalte dem, at han ikke vidste hvor optagelserne og mændene var. Under eftersøgningen afbrød oprørerne næsten alle telefonkabler og afbrød dermed kommunikationsforbindelsen mellem deres fanger på slotsområdet og omverdenen.
Omkring samme tidspunkt tog en anden gruppe af Hatanakas rebeller under kaptajn Takeo Sasaki til premierminister Suzukis kontor i Yokohama med henblik på at dræbe ham. Da de fandt ud af at kontoret var tomt, beskød de det med maskingeværkugler og satte ild til bygningen, hvorefter de tog hen til hans hjem. Hisatsune Sakomizu havde advaret Suzuki, og han undslap minutter inden snigmorderne nåede frem. Efter at have sat ild til Suzukis hjem tog de til Kiichirō Hiranumas ejendom for at dræbe ham. Hiranuma undslap gennem en sideport og rebellerne nedbrændte også hans hus. Suzuki tilbragte resten af august under politibeskyttelse og sov et nyt sted hver nat.
Omkring kl. 3 fik Hatanaka besked fra oberstløjtnant Masataka Ida om at den østlige distriktsarmé var på vej til slottet for at stoppe ham og at han skulle give op. Da han endelig så at hans plan faldt fra hinanden bad han indtrængende Tatsuhiko Takashima, stabschefen for den østlige distriktsarmé, om at få mindst 10 minutters sendetid på den japanske radio for at forklare det japanske folk hvad han forsøgte at opnå og hvorfor. Han fik afslag. Oberst Haga, kommandanten for 2. regiment af første gardedivision, opdagede at hæren ikke støttede opstanden og han beordrede Hatanaka til at forlade slotsområdet.
Lige inden kl. 5, mens han oprørere fortsatte deres eftersøgning tog major Hatanaka over til radiostudierne og mens han viftede med en pistol forsøgte han desperat at komme til at forklare sine handlinger over radioen. Lidt over en time senere, efter at have fået et telefonopkald fra østlige distriktsarmé, gav Hatanaka endelig op. Han samlede sine officerer og forlod studierne.
Ved daggry hørte Tanaka, at slottet var blevet invaderet. Han tog derhen og konfronterede de oprørske officerer og skældte dem ud for at handle i modstrid med ånden i den japanske hær. Han overbeviste dem om at de skulle vende tilbage til deres kaserner. Klokken 8 var oprøret helt overstået efter at det var lykkedes at holde slotsområdet besat i det meste af natten, men uden at finde optagelserne.
Hatanaka kørte på motorcykel og Shiizaki på hesteryg gennem gaderne hvor de spredte løbesedler, som forklarede deres motiver og handlinger. Mindre end en time inden kejserens tale skulle transmitteres - dvs. omkring kl. 11 - satte Hatanaka sin pistol for panden og skød sig. Shiizaki jog et sværd i maven på sig selv, og skød sig derefter. I Hatanakas lomme lå hans døds-digt: "Jeg har intet at beklage nu da de mørke skyer er forsvundet fra kejserens regering."

## Overgivelse

### Kejserens opløsning af overgivelsesproklamationen
Kl. 12 middag japansk tid den 15. august blev optagelsen af kejserens oplæsning af overgivelsesproklamationen sendt på den japanske radio:
| Citat | ... Trods det at alle har gjort deres bedste - den tapre indsats fra hæren og flåden, den omhyggelige og ihærdige indsats fra statens embedsmænd og den hengivne indsats fra de hundrede millioner i folket - har krigen udviklet sig noget som ikke nødvendigvis er til Japans fordel, mens den generelle udvikling i verden er gået imod vore interesser. Hertil kommer, at fjenden er begyndt at bruge en ny og mere grusom bombe, hvis ødelæggelseskraft ikke lader sig måle og dræber mange uskyldige. Skulle vi fortsætte med at kæmpe ville resultatet ikke blot blive et sammenbrud og ødelæggelse af den japanske nation men ville også føre til total udryddelse af menneskelig civilisation. Da dette er situationen, skal vi da redde millioner af vore undersåtter eller sone os overfor de hellige ånder fra vore kejserlige forfædre? Dette er årsagen til at Vi har givet ordre til at acceptere betingelserne i stormagternes fælles deklaration.... De prøvelser og lidelser, som vor nation vil blive underkastet herefter, vil bestemt blive store. Vi er meget opmærksom på de inderste følelser blandt alle jer, vore undersåtter; men det er som følge af tidens krav og skæbnen, at vi har besluttet at rydde vejen for en stor fred for alle fremtidige generationer ved at udholde det uudholdelige og tåle det utålelige. | Citat |
|       | |       |

Den ringe kvalitet af optagelsen og proklamationens gammeldags sprogbrug gjorde optagelsen meget vanskelig at forstå for de fleste lyttere. Denne tale markerede afslutningen på det kejserlige Japans ultranationalistiske ideologi og var et stort vendepunkt i Japans historie.
Den offentlige reaktion på kejserens tale var meget forskellig - mange japanere lyttede bare til den, og fortsatte deres liv som de bedst kunne, mens nogle officerer i hær og flåde valgte at begå selvmord frem for at overgive sig. På en base nord for Nagasaki trak nogle japanske hærofficerer, som var rasende over udsigten til overgivelse, omkring 16 amerikanske tilfangetagne flyvere ud af basens fængsel og hakkede dem til døde med deres sværd. En stor grædende mængde samledes foran kejserens slot i Tokyo, hvor deres skrig til tider blev afbrudt af skud når tilstedeværende officerer begik selvmord.
Den 17. august blev Suzuki udskiftet som premierminister med kejserens onkel fyrst Higashikuni, måske for at komme et nyt kup eller mordforsøg i forkøbet; Mamoru Shigemitsu efterfulgte Tōgō som udenrigsminister.
Japans styrker kæmpede stadig mod russerne og kineserne, og det var svært at styre deres våbenhvile og overgivelse. Den sidste luftkamp med japanske jagere mod amerikanske rekognosceringsbombefly fandt sted den 18. august. Sovjetunionen fortsatte med at kæmpe indtil begyndelsen af september og erobrede Kurillerne.

### Starten på besættelsen og overgivelsesceremonien
Både allierede civile og soldater jublede ved nyheden om krigens afslutning. ET fotografi, V–J dag på Times Square, af en amerikansk sømand, som kysser en kvinde i New York, og en ugerevy af den Dansende mand i Sydney havn er kommet til at symbolisere de umiddelbare festligholdelser. 14. og 15. august festligholdes som V-J dag i mange allierede lande.
Sovjetunionen havde til hensigt at besætte Hokkaidō. I modsætning til den sovjetiske besættelse af Østtyskland og Nord Korea strandede disse planer imidlertid på modstand fra præsident Truman.
Japanske udsendinge tog afsted til Manilla den 19. august for at mødes med den allierede øverstkommanderende Douglas MacArthur og blive orienteret om hans planer for besættelsen. Den 28. august fløj 150 amerikanere til Atsugi, Kanagawa prefækturet og besættelsen af Japan begyndte. De blev fulgt af USS Missouri hvis følgeskibe landsatte 4. marineregiment på sydkysten af Kanagawa. Yderligere allieret personel fulgte.
MacArthur ankom til Tokyo den 30. august og dekreterede straks flere love: Allieret personel måtte ikke angribe japanere. Allieret personel måtte ikke spise de sparsomme japanske fødevarer. Flagning med Hinomaru eller "Den opstigende sol" blev stærkt indskrænket.
Den formelle overgivelse fandt sted den 2. september 1945 da repræsentanter for kejserriget Japan underskrev den japanske kapitulation ombord på USS Missouri i Tokyobugten. Shigemitsu underskrev på vegne af den civile regering mens Gen. Umezu skrev under for militæret.
Det amerikanske flag som denne dag vajede på Missouri var det som vajede i 1853 på [USS Powhatan af Commodore Matthew C. Perry på den første af hans to ekspeditioner til Japan. Perrys ekspeditioner havde medført at Japan blev tvunget til at åbne sig for amerikansk handel.
Efter den formelle overgivelse den 2. september blev der hurtigt indledt undersøgelser af japanske krigsforbrydelser. På det møde med general MacArthur senere i september tilbød kejser Hirohito at påtage sig skylden for krigsforbrydelserne, men hans tilbud blev afvist. Han kom aldrig for retten. Juridiske procedurer for Det internationale militærtribunal for Fjernøsten blev udstedt den 19. januar 1946.
Udover 14. og 15. august er 2. september også kendt som V-J dag. I Japan kaldes 15. august ofte Shūsen-kinenbi (終戦記念日 ({{{2}}})), hvilket bogstaveligt betyder "mindedag for krigens slutning", men det officielle navn for dagen (som ikke er en national mærkedag) er Senbotsusha o tsuitō shi heiwa o kinen suru hi (戦没者を追悼し平和を祈念する日 ({{{2}}}), "sørgedag for døde i krigen og bededag for fred"). I Korea er V-J Dag den 15. august under betegnelsen Gwangbokjeol (광복절, bogstaveligt "Dagen for lysets genkomst") i Sydkorea og Joguk Haebang Ginyeomil (조국 해방 기념일, hvilket kan oversættes med "Moderlandets befrielsesdag") i Nordkorea. I Australien kaldes den Sejr i Stillehavet dag, V-P Day.
Præsident Truman erklærede 2. september for V-J dag, men bemærkede at: "Tiden er endnu ikke inde til en formel proklamation af krigens slutning eller afslutning på fjendtlighederne."
Kort efter overgivelsesceremonien godkendte den amerikanske regering de første retningslinjer for behandling af Japan under besættelsen.

## Yderligere overgivelser og fortsat japansk militær modstand
Efter underskrivelsen af kapitulationen fandt der mange flere overgivelsesceremonier sted rundt om i Japans resterende erobringer i Stillehavet. De japanske styrker i Sydøstasien overgav sig den 12. september i Singapore. Retrocession Day (25. oktober 25), markerede starten på den militære besættelse af Taiwan. Først i 1947 vendte de sidste, som var taget til fange af USA og Storbritannien, tilbage til deres hjemland. Så sent som i april 1949 havde Kina over 60.000 japanske fanger. Nogle, såsom Shozo Tominaga, blev først sendt tilbage til hjemlandet i slutningen af 1950'erne.
De logistiske behov efter overgivelsen var voldsomt store. Efter Japans overgivelse blev over 5,4 mio. japanske soldater og 1,8 mio. japanske søfolk taget til fange af de allierede. Skaderne på Japans infrastruktur og en alvorlig hungersnød i 1946 vanskeliggjorde yderligere de allieredes indsats for at brødføde de japanske krigsfanger og civile.
Krigstilstanden mellem USA og Japan sluttede officielt da San Francisco-traktaten trådte i kraft den 28. april 1952. Japan og Sovjetunionen sluttede fred fire år senere da de underskrev Sovjetisk-japanske fælleserklæring af 1956.
Nogle japanske solder, især på små stillehavsøer, nægtede at overgive sig (de troede at deklarationen var propaganda eller anså overgivelse for at være i strid med deres æreskodeks). Nogle har måske aldrig hørt om kapitulationen. Den sidste soldat Teruo Nakamura dukkede frem fra sit skjul i Indonesien i december 1974, mens to andre japanske soldater, som havde sluttet sig til den kommunistiske guerilla ved krigens slutning, kæmpede i det sydlige Thailand indtil 1991.
| |
| Hatazō Adachi, kommandanten for 18. armé på New Guinea, overgiver sit sværd til kommandanten for 6. australske division, Horace Robertson. |

| |
| Kaida Tatsuichi, kommandant for 4. japanske kampvognsregiment og hans stabschef Shoji Minoru lytter til overgivelsesbetingelserne på HMAS Moresby ved Timor. |

| |
| Den kinesiske general Chen Yi modtager overgivelsen af Rikichi Andō, den japanske generalguvernør på Taiwan. |

| |
| Masatane Kanda underskriver overgivelsesdokumentet for de japanske styrker på Bougainville, Papua Ny Guinea. |

| |
| Brigadegeneral Doidge Taunton, kommandant for de britiske styrker på Borneo modtager en japansk kommandants sværd. |

|                                                                                          |
| En japansk officer overgiver sit sværd til en britisk løjtnant ved en ceremoni i Saigon. |

## Eksterne kilder
- Overgivelsesdokumenter fra 2. verdenskrig (engelsk)
- Originale overgivelsesdokument: Japans overgivelse
- United Newsreel om overgivelsen
- Hirohitos beslutning om overgivelse 終戦 ({{{2}}}) Shūsen (japansk)
- Referat af privat samtale mellem den britiske premierminister Winston Churchill og den sovjetiske diktator Josef Stalin på Potsdamkonferencen den 17. juli 1945 (engelsk)
- Artikel om Japans overgivelse (engelsk)

35°21′17″N 139°45′36″Ø / 35.3547°N 139.76°Ø